# Cercomantispa tristis
Cercomantispa tristis är en insektsart som först beskrevs av Navás 1936.  Cercomantispa tristis ingår i släktet Cercomantispa och familjen fångsländor. Inga underarter finns listade i Catalogue of Life.